# (2946) Muchachos
(2946) Muchachos (1941 UV) – planetoida z pasa głównego asteroid okrążająca Słońce w ciągu 3,85 lat w średniej odległości 2,45 j.a. Odkryta 15 października 1941 roku.